# 吉野川市立学島小学校
吉野川市立学島小学校（よしのがわしりつ がくしましょうがっこう）は、徳島県吉野川市川島町学辻にある公立小学校。

## 校訓
- 至誠

## 通学区域が隣接している学校
- 吉野川市立川島小学校
- 吉野川市立高越小学校
- 吉野川市立山瀬小学校
- 阿波市立久勝小学校
- 阿波市立市場小学校